# Fader Label
Fader Label (również jako FADER Label) – amerykańska wytwórnia płytowa, założona 2002 roku przez Jona Cohena i Roba Stone’a, założycieli magazynu The Fader i firmy marketingowej Cornerstone.

## Historia
Wytwórnia płytowa Fader Label została założona w 2002 roku przez Jona Cohena i Roba Stone’a, założycieli magazynu The Fader i firmy marketingowej Cornerstone. Obaj założyciele mieli wcześniejsze doświadczenie w branży muzycznej. Stone rozpoczął swoją karierę w SBK Records (która później stała się EMI Records), gdzie awansował na wiceprezesa ds. promocji. W 1994 roku Stone dołączył do Clive’a Davisa w Arista Records, gdzie współpracował z takimi artystami jak The Notorious B.I.G., Faith Evans, Usher, Sean Combs i Outkast. Przyczynił się też do przeniesienia wytwórni Bad Boy Records do Aristy. Cohen natomiast był wiceprezesem działu muzyki alternatywnej Columbia Records oraz szefem działu muzyki alternatywnej w SBK/EMI. Pracując tam przyczynił się do komercyjnego sukcesu takich artystów: jak Blur, Alice in Chains i Jeff Buckley.
Wytwórnia Fader Label odniosła sukces dzięki wydaniu albumów Clairo, Slayyyter, duetu Lewis del Mar i duetu Matt and Kim. Rozwinęła się dzięki nowym pracownikom i promocjom. W latach 2019–2020 odnotowała 75% wzrost na wszystkich platformach streamingowych. Na przełomie 2. i 3. dekady XXI wieku do wytwórni dołączyli: James Ivy, Zachary Knowles, Charlie Burg, Ella Jane, Kristiane, Jaebanzz i Super Duper.
W grudniu 2021 roku Fader Label podpisała umowę dystrybucyjną z Virgin Music.

## Sukcesy na listach przebojów i w serwisach streamingowych
Pierwszym artystą wytwórni, który odniósł sukces na listach przebojów, była Clairo. Jej album Sling doszedł w lipcu 2019 roku do 17. miejsca na liście Billboard 200. Było to zarazem pierwsze pojawienie się albumu Fader Label na liście przebojów. Natomiast najwyższą pozycję (95) na liście Hot 100 zanotował w 2009 roku singel „Daylight” duetu Matt nad Kim. Miał on ponad 148 milionów odtworzeń w serwisie Spotify, a jego oficjalny teledysk – ponad 21 milionów odtworzeń na YouTube. Piosenka „Sofia” Clairo, pochodząca z jej debiutanckiego albumu Immunity z 2019 roku, osiągnęła pozycję nr 98 na Hot 100, a do czerwca 2021 roku miała ponad 350 milionów odtworzeń w Spotify.

## Artyści
Lista według strony wytwórni na Discogs:

- Binki
- Birdmonster
- Black Lips
- Blaqstarr
- The Bots
- Charlie Burg
- Busy Signal
- Clairo
- DJ LiL' Cee
- Editors
- James Ivy
- Ella Jane
- Ladyhawk
- Lewis Del Mar
- Matt and Kim
- Mavado
- Neon Indian
- Trevor Simpson
- Slayyyter
- Soft Circle
- Alan Vega
- M. Ward
- Saul Williams
- White Williams
- Yacht
- Yuna